# Couronne phlébectasique
 Mise en garde médicale
La couronne phlébectasique, ou corona phlebectatica, est un signe cutané d'insuffisance veineuse chronique, caractérisée par des veines anormalement dilatées autour de la cheville. Elle se caractérise par la présence de vaisseaux sanguins cutanés anormalement visibles au niveau de la cheville avec des cupules veineuses, des télangiectasies bleues et rouges et des signes de stase capillaire. Il a été proposé que la présence de couronne phlébectasique soit incluse dans les classifications cliniques des troubles veineux chroniques,.